# Punta Escandé
Punta Escandé ist eine Landspitze der westantarktischen James-Ross-Insel. Sie liegt am südöstlichen Ufer der Gin Cove.
Argentinische Wissenschaftler benannten sie. Der weitere Benennungshintergrund ist nicht überliefert.